# Немезиан (поэт)
Марк Аврелий Олимпий Немезиан (ум. после 283) — древнеримский латинский дидактический и буколический поэт родом из Карфагена.
О нём известно лишь то, что он родился в Карфагене и жил в период короткого правления императора Кара (в 283 году н. э.), а затем (в 283—284 годах) жил при Карине и Нумериане, причём при последнем выиграл некое поэтическое состязание.
До нашего времени дошло не в полном виде (325 строк гекзаметром) стихотворение его об охоте («Cynegetica»), написанное в 283—284 годах. Автор объясняет выбор своей темы тем, что «все мифологические сюжеты уже предвосхищены великими поэтами», и затем говорит подробно об уходе за охотничьими собаками и лошадьми; кончается отрывок перечислением охотничьих принадлежностей. Это произведение было издано Гауптом (Лейпциг, 1838). Поэма написана хорошей латынью и в IX веке служила в монастырских школах учебным пособием. Известны также его сочинения об искусстве рыбалки («Halieutica») и водной деятельности («Nautica»), однако до нашего времени они не сохранились.
4 эклоги Немезиана долгое время приписывались сицилийцу Титу Кальпурнию; их несомненная принадлежность Немезиану была доказана Морицем Гауптом («De carminibus bucolicis Calpurnii et N.», Лейпциг, 1854, и в «Opuscula», том I). В двух первых и в четвёртой рассказывается о состязании пастухов в пении (оплакивание пастуха Мелибоя, овчаров Алкона и Идаса и овчаров Лицидаса и Мопса, несчастных в любви), а 3-я содержит похвалу Вакху. В последней автору удалось нарисовать яркую картину вакханалий. Кроме того, ему приписывается поэма «Слава Геракла» (обычно приписываемая Клавдию Клавдиану). Приписываемые ему произведения в XIX веке неоднократно переводились на итальянский язык.